# Cryptocaris
Cryptocaris – rodzaj wymarłych łopatonogów z rodziny Tesnusocarididae, jedynym gatunkiem zaliczanym do Cryptocaris jest Cryptocaris hootchi. Rodzaj został po raz pierwszy opisany przez Fredericka R. Schrama w 1974 roku.